# Zabaja
Zabaja je bil vladar posumerske mestne države Larse, ki je vladal od 1877 do 1868 pr. n. št. (kratka kronologija). 
Po poreklu je bil Amorit in sin kralja Samiuma. Bil je prvi vladar Larse, katerega prisotnost v mestu je dokumentirana, ker je vodil gradnjo templja v tem mestu. Sam sebe je imel za vladarja in ne kralja države, čeprav ni nobenih dokazov, da je bil neodvisen. Očitno je kot podkralj isinskega kralja Isin-Dagana vladal v vzhodnih pokrajinah Mezopotamije.